# Центральный район (Тула)
Центральный район — район города Тулы, находящийся в центральной и юго-восточной частях города.
В рамках организации местного самоуправления с 2015 года вместе с частью упразднённого с 1 января 2015 года Ленинского муниципального района образует Центральный территориальный округ единого муниципального образования город Тула.

## История

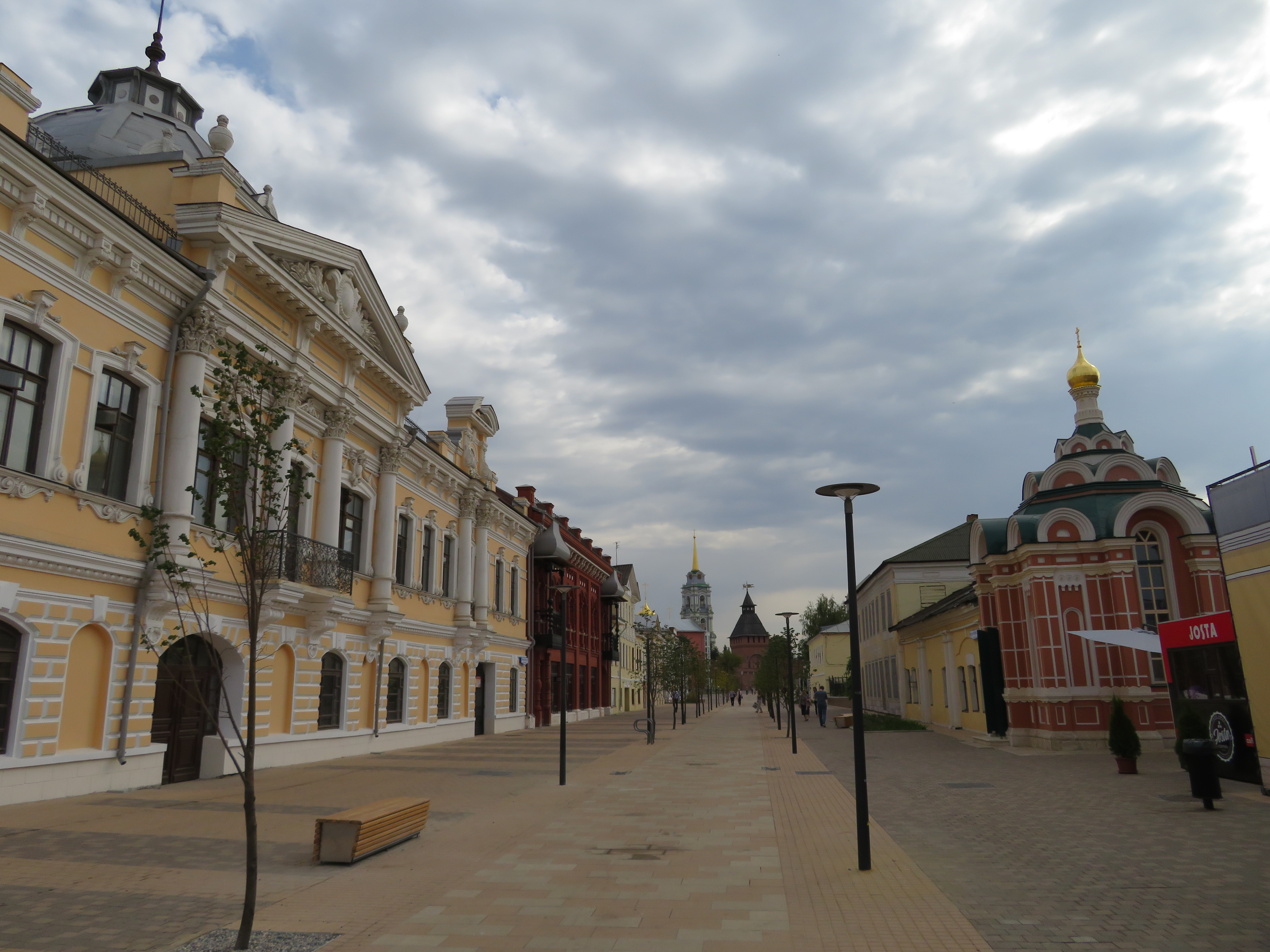
Улица Металлистов

В 1918 году территория современного Центрального округа была включена в образовавшийся Городской район. В апреле 1922 году Городской и Привокзальный районы Тулы объединили в один большой — Центральный. В 1930 году власти Тулы разделили его вновь на два района: Городской и Железнодорожный. А в феврале 1936 года из них вновь образовался один Центральный район.
27 марта 1929 года Решением Тульского Совета народных депутатов, Тула была разделена на три района, в том числе Центральный.
В настоящее время Центральный округ занимает центральную и юго-восточную части города. Он включает в себя 12 микрорайонов и 28 посёлков, которые со временем вошли в состав Тулы. Округ является вторым по численности населения после Пролетарского. Помимо большого количества многоквартирных домов в районе имеется крупный сектор частных домовладений, с сохранившимися образцами деревянного зодчества XVIII—XX веков. В Центральном районе действует трамвайный (3, 5, 8, 9, 10, 12, 13, 14 маршруты), троллейбусный (1, 2, 3, 4, 6, 7, 8, 11 маршруты) и автобусный (1, 11, 12, 13, 16, 18, 21, 24, 25, 26, 27, 28, 28Т, 36 маршруты) транспорт.
С 1 января 2015 года Центральный район города Тулы и 34 сельских населённых пункта Ленинского района области входят в Центральный территориальный округ, организованный в рамках соответствующего муниципального образования Тулы.

## Население района
| 1970    | 1979     | 1989    | 2002    | 2009    | 2010    | 2012    |
| ------- | -------- | ------- | ------- | ------- | ------- | ------- |
| 94 946  | ↗102 804 | ↘97 574 | ↘82 097 | ↗99 463 | ↘97 334 | →97 334 |
| 2013    | 2014     | 2015    | 2016    | 2017    | 2018    | 2019    |
| ↘96 031 | ↘95 160  | ↘94 629 | ↘94 212 | ↗94 354 | ↘94 191 | ↘93 626 |
| 2020    | 2021     |         |         |         |         |         |
| ↘93 027 | ↗93 926  |         |         |         |         |         |

## Территориальный округ
В состав Центрального территориального округа, организованного в 2015 году в рамках МО г. Тула, входят Центральный район города Тулы и 34 сельских населенных пункта Ленинского района области.

## Достопримечательности
В силу исторических причин большинство памятников архитектуры и культуры сосредоточены именно в Центральном округе:
- Тульский кремль
- Музей оружия
- Музей «Тульские самовары»
- Памятник Льву Толстому
- Драматический театр
- Тульский государственный театр кукол
- Тульский цирк
- Всехсвятское кладбище

## Религиозные учреждения

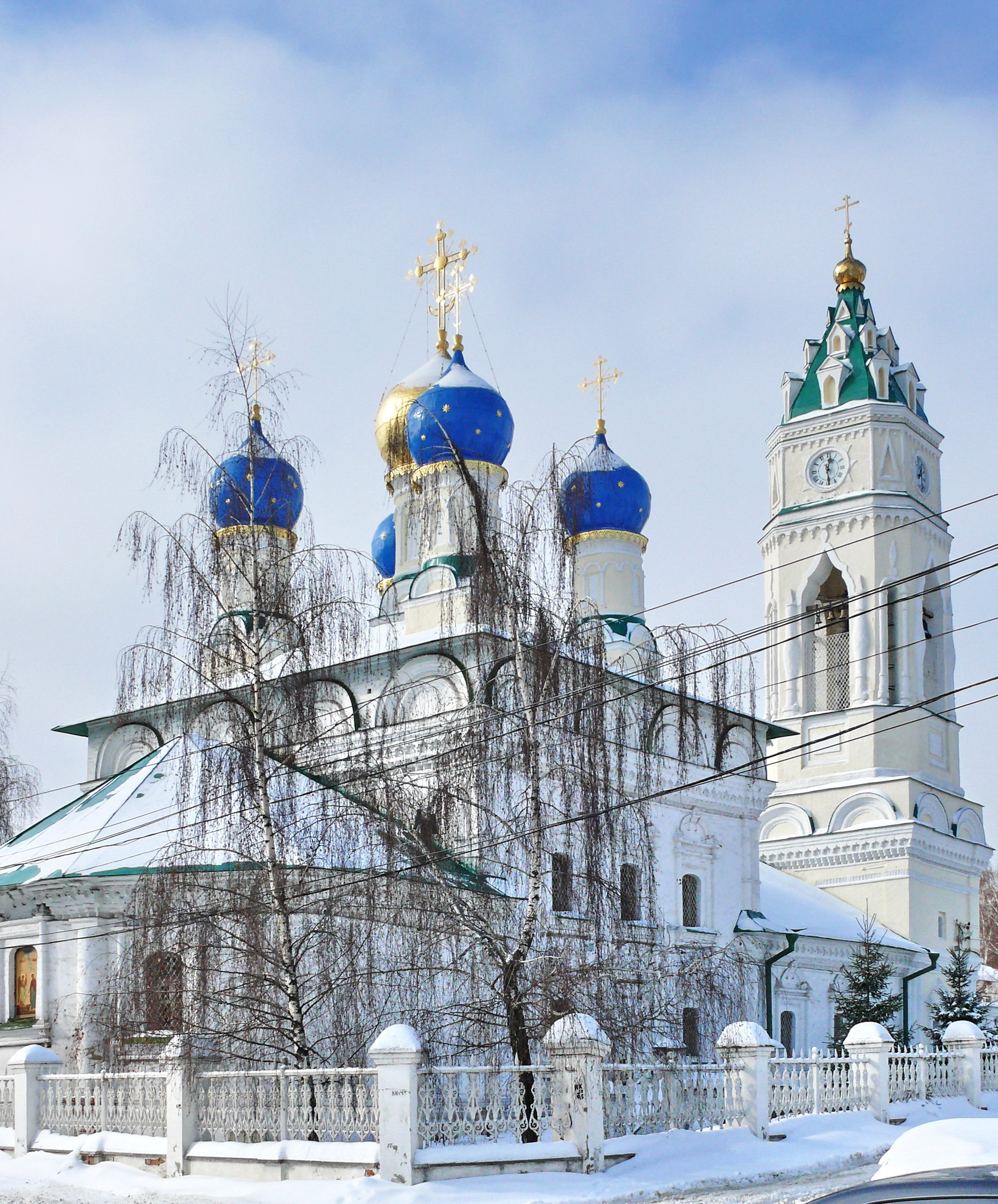
Благовещенская церковь — старейший храм Тулы

В округе сосредоточено большое количество древних храмов, являющихся памятниками архитектуры. Помимо православных церквей в округе располагаются католическая и многие протестантские общины:
1. Всехсвятский кафедральный собор (ул. Л.Толстого, 79) (1776—1825)
2. Успенский кафедральный собор (ул. Менделеевская, 13-а) (1898—1902)
3. Благовещенская церковь (ул, Благовещенская, 3) (1692)
4. Успенский собор Тульского кремля (Кремль) (1762—1766)
5. Храм Двенадцати Апостолов (ул. Оборонная, 92) (1903—1909)
6. Преображенский храм (ул. Менделеевская, 13-а) (1830-е)
7. Храм Смоленской иконы Божией Матери (Новомосковское шоссе, 7 км.) (1993)
8. Храм Святой Троицы (ул. Староникитская, 75) (1876—1877)
9. Храм Владимирской иконы Божией Матери (угол ул. Пионерская и Войкова) (1705—1712)
10. Свято-Никольский храм (ул. Советская, 1-а) (2000-е) (на Оружейном заводе)
11. Храм Святителя Алексия (территория Тульского Артиллерийского инженерного института) (2000—2001)
12. Свято-Покровский храм (пос. Южный, ул. Автомобилистов)
13. Храм во имя святых мучениц Веры, Надежды, Любови и Софии (домовый, в Тульском государственном университете, пр-т Ленина, д. 92) (2001)
14. Храм Святых Апостолов Петра и Павла (ул. Л. Толстого, д. 85) (1896)
15. Дом молитвы евангельских христиан-баптистов (ул. Головина, 32)
16. Церковь евангельских христиан-баптистов МСЦ (ул. Станиславского, д. 31)
17. Церковь евангельских христиан-баптистов (ул. Головина, 32)

## Здоровье и образование
В Центральном округе располагаются 38 общеобразовательных учреждений, 24 дошкольных учреждений и 21 учреждение здравоохранения. Там же находятся ведущие ВУЗы Тулы — Тульский государственный университет, Тульский артиллерийский инженерный институт, Тульский государственный педагогический университет, Тульский филиал Московского университета МВД России, Тульский филиал Российской правовой академии и средне-специальные учебные заведения — Коммунально-строительный техникум, Колледж имени Рогова, Областной колледж культуры и искусства, Педагогический колледж № 1 и Педагогический колледж № 2.

## Спорт
В Центральном округе находятся более 160 спортивных сооружений, залов и спортплощадок.

## Торговля
На территории округа действует 1284 предприятия торговли. Из них 335 продовольственных, 682 непродовольственных, 156 предприятий общественного питания, 267 предприятий мелкой розницы и 57 оптовых предприятий. В районе функционирует 9 торговых центров, наиболее крупными являются «Парадиз», «Утюг» и «Гостиный двор».

## Предприятия

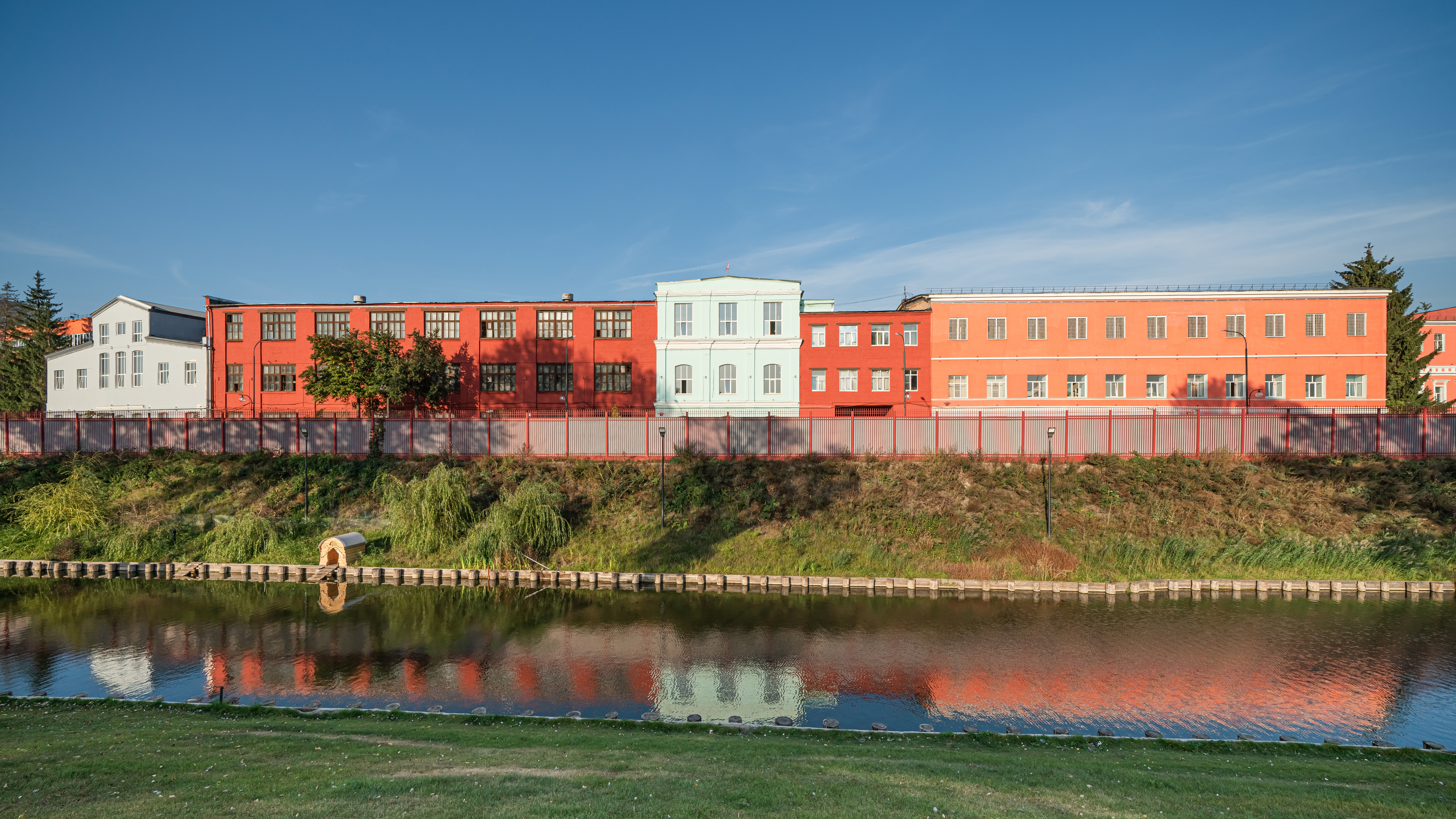
Тульский оружейный завод

На территории округа находятся 23 промышленных и 33 предприятия малого бизнеса, среди которых:
- Тульский оружейный завод
- Квадра
- Тулэнерго
- ТулаТелеком
- Туламежрегионгаз
- Газстродеталь
- ОАО «Октава»
- Тульский молокозавод